# Ouchamps
Ouchamps és un municipi francès, situat al departament del Loir i Cher i a la regió de Centre – Vall del Loira. L'any 2007 tenia 811 habitants.

## Demografia

### Població
El 2007 la població de fet d'Ouchamps era de 811 persones. Hi havia 302 famílies, de les quals 72 eren unipersonals (24 homes vivint sols i 48 dones vivint soles), 91 parelles sense fills, 115 parelles amb fills i 24 famílies monoparentals amb fills.
La població ha evolucionat segons el següent gràfic:
Habitants censats

### Habitatges
El 2007 hi havia 363 habitatges, 312 eren l'habitatge principal de la família, 34 eren segones residències i 16 estaven desocupats. 360 eren cases i 1 era un apartament. Dels 312 habitatges principals, 284 estaven ocupats pels seus propietaris, 23 estaven llogats i ocupats pels llogaters i 5 estaven cedits a títol gratuït; 1 tenia una cambra, 9 en tenien dues, 44 en tenien tres, 75 en tenien quatre i 183 en tenien cinc o més. 238 habitatges disposaven pel capbaix d'una plaça de pàrquing. A 95 habitatges hi havia un automòbil i a 197 n'hi havia dos o més.

### Piràmide de població
La piràmide de població per edats i sexe el 2009 era:
| Homes | Edats   | Dones |
| ----- | ------- | ----- |
| 0     | 95 o +  | 0     |
| 0     | 90 a 94 | 0     |
| 0     | 85 a 89 | 8     |
| 12    | 80 a 84 | 0     |
| 8     | 75 a 79 | 24    |
| 8     | 70 a 74 | 4     |
| 16    | 65 a 69 | 36    |
| 12    | 60 a 64 | 12    |
| 12    | 55 a 59 | 12    |
| 52    | 50 a 54 | 24    |
| 28    | 45 a 49 | 32    |
| 32    | 40 a 44 | 44    |
| 28    | 35 a 39 | 36    |
| 40    | 30 a 34 | 16    |
| 12    | 25 a 29 | 32    |
| 24    | 20 a 24 | 8     |
| 56    | 15 a 19 | 40    |
| 32    | 10 a 14 | 28    |
| 20    | 5 a 9   | 12    |
| 16    | 0 a 4   | 24    |

## Economia
El 2007 la població en edat de treballar era de 547 persones, 399 eren actives i 148 eren inactives. De les 399 persones actives 368 estaven ocupades (181 homes i 187 dones) i 31 estaven aturades (20 homes i 11 dones). De les 148 persones inactives 60 estaven jubilades, 61 estaven estudiant i 27 estaven classificades com a «altres inactius».

### Ingressos
El 2009 a Ouchamps hi havia 309 unitats fiscals que integraven 821,5 persones, la mediana anual d'ingressos fiscals per persona era de 19.298 €.

### Activitats econòmiques
Dels 22 establiments que hi havia el 2007, 3 eren d'empreses alimentàries, 6 d'empreses de construcció, 1 d'una empresa de transport, 2 d'empreses d'hostatgeria i restauració, 1 d'una empresa d'informació i comunicació, 1 d'una empresa financera, 1 d'una empresa immobiliària, 2 d'empreses de serveis i 5 d'empreses classificades com a «altres activitats de serveis».
Dels 6 establiments de servei als particulars que hi havia el 2009, 1 era una funerària, 2 fusteries, 2 lampisteries i 1 empresa de construcció.
L'any 2000 a Ouchamps hi havia 19 explotacions agrícoles que ocupaven un total de 740 hectàrees.

## Equipaments sanitaris i escolars
El 2009 hi havia una escola elemental integrada dins d'un grup escolar amb les comunes properes formant una escola dispersa.

## Poblacions més properes
El següent diagrama mostra les poblacions més properes.